# Adijabatska promjena temperature zraka
Adijabatska promjena temperature zraka (grč. adiabatos = koji se ne može prijeći) je promjena bez izmjene topline s okolinom, već temperatura zraka pada ili raste zbog vlastitog širenja ili zbijanja. Izdizanjem se zrak širi i hladi, a spuštanjem komprimira i zagrijava. Za svakih 100 m promjene visine temperatura zraka se mijenja za 1 Celzijev stupanj.